# 皮尔斯·布鲁斯南
皮爾斯·布蘭登·布洛斯南，OBE（1953年5月16日—），是一名愛爾蘭裔美國人演員，電影製片和環保人士。布魯斯自從16歲離開學校後，便開始學習商業插畫。他其後接著在倫敦戲劇中心訓練了三年。在他的演藝生涯中，他憑藉1982年至1987年播出的電視連續劇《龍鳳妙探》（Remington Steele）而開始出名。
之後布洛斯南開始在一些電影中出現，如《窈窕奶爸》。從1995年到2002年期間，他成為了第五個扮演詹姆士·龐德的演員並拍攝了以這角色為系列的四部電影。他還曾出現在一部的在2004年發售的電子遊戲《詹姆斯邦德007：誰與爭鋒》及為此遊戲配音。此外，他還拍攝詹姆士·龐德系列電影期間亦曾演出《天崩地裂》和《偷天遊戲》。當他在2002年拍罷最後一部以他扮演詹姆士·龐德的007系列電影後，他也曾參與出演如《肝膽相照》、《媽媽咪呀！》和《影子滅殺令》。

## 早期生涯
皮爾斯是家中的獨子，出生在愛爾蘭共和國勞斯郡德羅赫達。他住在米斯郡納文12年，並認為納文是他的家鄉。皮爾斯的父親在他嬰兒時期拋棄了家庭，皮爾斯4歲的時候. 母親移居倫敦當護士。
1964年，皮爾斯11歲的時候，也搬到了倫敦。母親與他的父親離婚，嫁給了一個蘇格蘭的二戰退伍老兵。皮爾斯也開始在倫敦戲劇中心當演員並接受訓練。

### 事业
1980年代早期，皮爾斯因在美国廣受歡迎的電視連續劇Manions of America中扮演主要角色而成為一名電視明星。1982年，由他扮演主角的全国廣播播公司偵探電視劇Remington Steele取得了極高的收视率。

## 詹姆斯·邦德
1986年，隨著羅傑·摩爾的退出，曾在1967年拒絕接替史恩·康納萊的提摩西·達頓再次被推薦來扮演詹姆士·龐德。1986年的這一部影片改編自Brenda Starr，但達頓卻無法馬上進入角色。於是，有許多的演員前來試鏡，其中包括著名的薩姆·尼爾，但最終這些人都被阿爾貝特·布羅科利忽略掉。布洛斯南被推薦來擔任這個角色，但由於檔期問題未能如願。而此時的達頓也慢慢進入了角色。達頓的第二部007電影《殺人執照》在美國票房慘淡，而且有關詹姆士·龐德電影所有權的法律之爭使達頓的第三部007電影被取消，同時也使該電影系列陷入了長達六年的間歇。在這段時間裡，達頓依照合約條款辭職，為布洛斯南1994年進入007電影打開了門戶。
被指定扮演詹姆士·龐德後，布洛斯南得到了演員能得到的所有光環。從對布洛斯南進行的採訪中得知，他看的第一部電影就是《金手指》，也正是其中龐德的扮演者史恩·康納萊令布洛斯南決心投身演藝事業。
由於擔心扮演詹姆士·龐德會使自己被模式化，布洛斯南在簽約時即提出在龐德系列電影的間隙再拍攝其它電影。於是，每完成一部龐德電影之後，布洛斯南還會出現在至少兩部主流電影當中，其中還有些是他自己擔任製片人的。有一段時間，外界流傳布洛斯南的合約中有規定，布洛斯南不得在非龐德電影中穿著半正式禮服，最後這一說法被证实只是謠傳。
2004年，布洛斯南大度地允許電腦遊戲版-詹姆士·龐德 ---Everything or Nothing---使用與其相近的形象作為遊戲主角並為其配音。
布洛斯南是第一位在邦德原著出版后（系列第一部作品《皇家赌场》精装本于1953年4月13日于英国出版）出生的詹姆士·龐德演員。
他的詹姆士·龐德造型收入杜莎夫人蠟像館，包括倫敦、紐約市等等。

## 个人生活
布鲁斯南的第一任妻子澳大利亚女演员卡桑德拉·哈里斯曾於詹姆士·龐德電影《鐵金剛勇破海龍幫》中飾演利素女伯爵一角，在他们结婚11年后，因卵巢癌于1991年逝世。2001年，布鲁斯南与美国记者基利·沙亞·史密斯结婚。
2003年7月，英国女王伊丽莎白二世授与布鲁斯南“OBE勳銜”，以表彰他“为英国电影工业所作的杰出贡献”。作为一个爱尔兰人，他接受这项荣誉其实是不合规定的，因为它只授予英国公民。
2004年9月23日，布鲁斯南加入美国国籍。他是三个美国儿子的父亲，在美国生活已超过20年。他目前定居在夏威夷。

## 作品列表

### 電影
| 年份 | 標題                       | 角色                                 | 附註         |
| ---- | -------------------------- | ------------------------------------ | ------------ |
| 1980 | 《漫长美好的星期五》       | 1st Irishman                         |              |
| 1980 | 《破鏡謀殺案》             | Actor playing "Jamie"                | 未掛名       |
| 1986 | 《遊牧者》                 | Jean Charles Pommier                 |              |
| 1987 | 《絕不讓步》               | Mark Taffin                          |              |
| 1987 | 《北極光》                 | Valeri Petrofsky / James Edward Ross |              |
| 1988 | 《魔教邪靈》               | William Savage                       |              |
| 1990 | 《開路先鋒》               | Harry Rudbeck                        |              |
| 1992 | 《未來終結者》             | Lawrence Angelo                      |              |
| 1992 | 《致命英雄》               | Danny O'Neill                        |              |
| 1993 | 《窈窕奶爸》               | Stuart "Stu" Dunmire                 |              |
| 1993 | 《驚悚遊戲》               | Garavan                              |              |
| 1994 | 《爱情事件》               | Ken Allen                            |              |
| 1995 | 《黃金眼》                 | 詹姆士·龐德                          |              |
| 1996 | 《火星人玩轉地球》         | Professor Donald Kessler             |              |
| 1996 | 《越愛越美麗》             | Alex                                 |              |
| 1997 | 《四海英豪》               | 魯賓遜·克魯索                        |              |
| 1997 | 《天崩地裂》               | Harry Dalton                         |              |
| 1997 | 《明日帝國》               | 詹姆士·龐德                          |              |
| 1998 | 《魔劍奇兵》               | 亞瑟王                               | 配音         |
| 1998 | 《親密訪客》               | Joe Brady                            | 兼監製       |
| 1999 | 《末代守護神》             | 格雷·奥尔                            |              |
| 1999 | 《大賽》                   | John MacGhee                         | 兼監製       |
| 1999 | 《偷天遊戲》               | Thomas Crown                         | 兼監製       |
| 1999 | 《007：縱橫天下》          | 詹姆士·龐德                          |              |
| 2001 | 《驚爆危機》               | Andrew Osnard                        |              |
| 2002 | 《007：誰與爭鋒》          | 詹姆士·龐德                          |              |
| 2002 | 《艾芙琳》                 | 德斯蒙德·道爾                        | 兼監製       |
| 2004 | 《鬼膽神偷》               | Max Burdett                          |              |
| 2004 | 《愛你無法度》             | Daniel Rafferty                      | 兼執行製片人 |
| 2005 | 《肝膽相照》               | Julian Noble                         | 兼監製       |
| 2006 | 《王牌對決》               | Gideon                               |              |
| 2007 | 《贖命24小時》             | Tom Ryan                             | 兼監製       |
| 2007 | 《婚姻生活》               | Richard Langley                      |              |
| 2008 | 《媽媽咪呀！》             | Sam Carmichael                       |              |
| 2008 | 《湯瑪士大冒險》（Thomas & Friends: The Great Discovery）       | 美國和英國的「嘉賓旁白」             |              |
| 2009 | 《愛，孕轉》               | Allen Brewer                         | 兼執行製片人 |
| 2010 | 《影子滅殺令》             | Adam Lang                            |              |
| 2010 | 《波西傑克森：神火之賊》   | 喀戎                                 |              |
| 2010 | 《記得我》                 | Charles Hawkins                      |              |
| 2010 | 《海洋》                   | 旁白                                 | 英語版旁白   |
| 2011 | 《信我者，得往生》         | Dan Day                              |              |
| 2011 | 《凱特的慾望日記》         | Jack Abelhammer                      |              |
| 2013 | 《愛情摩天輪》             | Philip                               |              |
| 2013 | 《醉後末日》               | Guy Shephard                         |              |
| 2014 | 《愛情重擊》               | Richard Jones                        |              |
| 2014 | 《自殺四人組》             | Martin Sharp                         |              |
| 2014 | 《諜網暗戰》               | Peter Devereaux                      | 兼執行製片人 |
| 2015 | 《英式情愛守則》           | Richard Haig                         | 兼監製       |
| 2015 | 《倒數行動》               | The Watchmaker                       |              |
| 2015 | 《無處可逃》               | Hammond                              |              |
| 2015 | 《聖誕之星》               | Mr. Shepherd                         |              |
| 2016 | 《藥命旅程》               | Daemon Sloane / The Man              |              |
| 2016 | 《絕對控制》               | Mike Regan                           | 兼執行製片人 |
| 2017 | 《紐約寂寞男孩》           | Ethan Webb                           |              |
| 2017 | 《英倫對決》               | Liam Hennessy                        |              |
| 2018 | 《真相漩渦》               | Det. Robert Malloy                   |              |
| 2018 | 《媽媽咪呀！回來了》       | Sam Carmichael                       |              |
| 2018 | 《倒數絕殺》               | Dimitri Belov                        |              |
| 2020 | 《歐洲歌唱大賽：火焰傳說》 | Erick Erickssong                     |              |
| 2021 | 《大河之舞：动画冒险》     | Patrick / Grandad                    | 配音         |
| 2021 | 《偷天俠盜團》             | Richard Pace                         |              |
| 2021 | 《假陽性》                 | Dr. John Hindle                      |              |
| 2021 | 《仙履奇緣》               | 國王                                 |              |
| 2022 | 《日月人魚》               | 路易十四國王                         |              |
| 2022 | 《黑亞當》                 | 肯特·奈爾森／命運博士                |              |
| 2023 | 《》                       | Billy McDermott                      |              |
| 2023 | 《快枪查理》               | Charlie Swift                        |              |
| 2023 | 《最後一個槍手》           | Artie Crawford                       |              |
| 2024 | 《三惡人》                 | Gabriel Dove                         |              |
| 2024 | 《四封情书》               | William Coughlan                     |              |
| 2025 | 《黑袋行動》               | Arthur Steiglitz                     |              |
| 2025 | 《萬王之王》               | 本丟·彼拉多                          | 配音         |
| 2025 | 《週四謀殺俱樂部》         | Ron Ritchie                          |              |

### 電視
| 年份      | 標題                                      | 角色                                 | 附註                                   |
| --------- | ----------------------------------------- | ------------------------------------ | -------------------------------------- |
| 1979      | 《墨菲之旅》                              | Edward O'Grady                       | 電視電影                               |
| 1980      | 《步步驚心》                              | Last Victim                          | 單集："Carpathian Eagle"               |
| 1980      | 《荒野真情》                              | 監控操作員                           | 單集："Blood Sports"                   |
| 1981      | 《美國豪宅》                              | Rory O'Manion                        | 主演：3集                              |
| 1982      | 《今日剧》                                | Dennis                               | 單集："The Silly Season"               |
| 1982      | 《南希·阿斯特》                           | 羅伯特·古爾德·蕭                     | 4集                                    |
| 1982–1987 | 《龍鳳妙探》                              | Alias "Remington Steele"             | 主演：94集                             |
| 1988      | 《高貴之家》                              | Ian Dunross                          | 主演：4集                              |
| 1989      | 《環遊世界80天》                          | 霍格先生                             | 主演：3集                              |
| 1989      | 《復仇妙計》                              | Neil Skinner                         | 電視電影                               |
| 1991      | 《狙擊101》                               | Charles Lattimore                    | 電視電影                               |
| 1991      | 《驚悚情》                                | Paul Tomlinson                       | 電視電影                               |
| 1993      | 《核彈快車》                              | Michael "Mike" Graham                | 電視電影                               |
| 1993      | 《破碎的鎖鏈》                            | 威廉·莊臣爵士                        | 電視電影                               |
| 1994      | 《親密殺手》                              | Douglas Patrick Brody                | 電視電影                               |
| 1995      | 《谍网雄风》                              | Michael 'Mike' Graham                | 電視電影                               |
| 2001      | 《週六夜現場》                            | 他自己                               | 單集："Pierce Brosnan/Destiny's Child" |
| 2001      | 《辛普森一家》                            | 超級房屋系統的皮爾斯·布洛斯南 他自己 | 客串；配音；單集："恐怖的樹屋第12集"   |
| 2011      | 《史蒂芬金之屍古袋》                      | Mike Noonan                          | 主演：2集                              |
| 2017–2019 | 《德州之子》                              | Eli McCullough                       | 主演：20集                             |
| 2018      | 《2019年突破奖典禮》                      | 他自己（主持人）                     | 電視特別節目                           |
| 2023      | 《皮爾斯·布洛斯南與史上最偉大的搶劫》（History's Greatest Heists With Pierce Brosnan） | 他自己（主持人）                     | 紀錄劇集                               |